# James Stacy
James Stacy, pseudonimo di Maurice William Elias (Los Angeles, 23 dicembre 1936 – Ventura, 9 settembre 2016), è stato un attore statunitense, noto principalmente per il suo ruolo nella serie televisiva Lancer (1968-1970).

## Biografia
Nasce Maurice William Elias il 23 dicembre 1936 a Los Angeles, figlio di un allibratore libanese e di una cameriera statunitense. Ispirato dal fratello maggiore Louie Elias (1933-2018), running back della squadra di football americano dell'Università della California di Los Angeles e successivamente stuntman per il cinema, tenta di perseguire una carriera da sportivo: dopo aver giocato per due mesi coi British Columbia Lions senza particolare successo, si interessa alla recitazione e adotta lo pseudonimo di James Stacy.

### Primi ruoli eLancer
A New York, recita in una pubblicità della Pepsi-Cola. Tornato a Los Angeles, nel 1956 fa il suo debutto come attore a diciannove anni in un episodio della sitcom The Adventures of Ozzie and Harriet: dal 1958 fino al 1963 interpreta nella medesima serie il ruolo di ricorrente di Fred. Il suo primo vero ruolo sul grande schermo è nel musical South Pacific del 1958, ma Stacy appare prevalentemente in televisione, recitando in episodi di serie come Gunsmoke, The Donna Reed Show, Have Gun - Will Travel, Cheyenne, Combat! e Perry Mason.
Nel 1962, durante le riprese del musical Magia d'estate, incontra l'attrice e cantante Connie Stevens, impegnata sul set del film Giorni caldi a Palm Springs. I due si sposano nell'ottobre del 1963, per poi divorziare nel novembre del 1966. Il secondo matrimonio di Stacy è con l'attrice Kim Darby nel 1968: la coppia ha una figlia, Heather, prima di separarsi l'anno seguente.
Sempre nel 1968 comincia a recitare nella serie televisiva western della CBS Lancer. Nella serie, Stacy interpreta l'ex pistolero per metà messicano Johnny Madrid Lancer, uno dei figli del patriarca dell'eponima famiglia di mandriani interpretato da Andrew Duggan, contrapposto al più posato fratellastro Scott, interpretato da Wayne Maunder. Durata due stagioni, la serie gli dona una notevole popolarità presso il pubblico televisivo e l'attore sembra avere una «promettente carriera» davanti a sé.

### Incidente e ruoli successivi
Il 27 settembre 1973, mentre sta accompagnando in motocicletta per Hollywood Hills la ventiseienne Claire Cox, il suo veicolo viene investito da automobilista ubriaco: la ragazza muore dissanguata prima dell'arrivo dei soccorsi, mentre Stacy perde la quasi totalità del braccio e della gamba sinistri. Stevens organizza nel 1974 un gala per celebrità a cui partecipano anche Frank Sinatra e Barbra Streisand, allo scopo di coprire le spese mediche dell'ex marito, raccogliendo 118.000 dollari. Nel 1976 Stacy vince la causa intentata contro il locale che aveva servito da bere all'automobilista, ottenendo un indennizzo di 1,9 milioni di dollari.
Dopo la riabilitazione, Stacy fatica a ottenere nuovamente dei ruoli a causa della sua condizione, finché l'amico Kirk Douglas non gli offre nel 1975 una parte scritta appositamente per lui ne I giustizieri del West. Nel 1977, l'interpretazione di un veterano mutilato della guerra del Vietnam nel film TV Just a Little Inconvenience vale a Stacy una candidatura ai Primetime Emmy Award come miglior attore protagonista in uno speciale. Durante le riprese del film, litiga con l'attrice Barbara Hershey e col regista al punto di rischiare di perdere la parte, che aveva ottenuto solo grazie all'amico e co-protagonista Lee Majors.
Dall'incidente, infatti, Stacy manifesta comportamenti problematici legati all'alcolismo che lo accompagneranno per il resto della sua vita: nel 1982 viene condannato a due anni di libertà vigilata, 250 ore di lavori socialmente utili e 750 dollari di multa per aver rotto il naso a una cameriera, venendo inoltre interdetto da ogni evento che comporti la presenza di alcool. Un articolo di People del 1996 lo descrive verso la fine degli anni ottanta come «spesso troppo ubriaco per lavorare».
Le ultime interpretazioni di Stacy sono rade: tra la seconda metà degli anni ottanta e l'inizio dei novanta, recita in soli quattro episodi di serie televisive e tre film, venendo però candidato nel 1986 a un altro Emmy grazie al ruolo di un paraplegico vittima di aggressione in un episodio di New York New York.

### Incarcerazione e ultimi anni
All'inizio del 1995, Stacy viene accusato di molestie sessuali su minori, in riferimento a un episodio avvenuto il 23 marzo 1995 in cui aveva accarezzato le parti intime della figlia undicenne di una sua vicina nella propria abitazione a Ojai. Rilasciato su cauzione in attesa del processo, viene arrestato altre due volte nei mesi successivi per aver tentato di avvicinare altre bambine e adolescenti del vicinato, in un caso introducendosi nella loro abitazione.
Nel novembre dello stesso anno, Stacy si dice disposto a patteggiare, pur dichiarandosi non colpevole di tutte le accuse. Il 13 dicembre, giorno della lettura del verdetto, non si presenta all'udienza, essendo fuggito alle Hawaii, dove cerca di suicidarsi gettandosi dal belvedere Nu'uanu Pali (356 m): tuttavia, una sporgenza ferma la sua caduta dopo una decina di metri, salvandogli la vita. Viene arrestato la mattina seguente nell'ospedale di Honolulu in cui è ricoverato ed estradato in California.
Il 5 marzo 1996, viene riconosciuto colpevole e condannato a una pena pari a 6 anni di reclusione, dovuta secondo il giudice al suo tentativo di fuga e comportamento recidivo, oltre che a un profilo psichiatrico che lo inquadrava come pedofilo. Stacy sconta la sua pena presso il California Institution for Men di Chino. Muore a Ventura il 9 settembre 2016, all'età di 79 anni, per lo shock anafilattico causato dall'iniezione di un antibiotico.

## Filmografia

### Cinema
- Sayonara, regia di Joshua Logan (1957) - non accreditato
- La squadriglia Lafayette (Lafayette Escadrille), regia di William A. Wellman (1958) - non accreditato
- South Pacific, regia di Joshua Logan (1958)
- Giovani iene (Like Father, Like Son), regia di Thomas Laughlin (1961)
- Magia d'estate (Summer Magic), regia di James Neilson (1963)
- Winter A-Go-Go, regia di Richard Benedict (1965)
- La calda notte (A Swingin' Summer), regia di Robert Sparr (1965)
- L'implacabile omicida (Flareup), regia di James Neilson (1969)
- I giustizieri del West (Posse), regia di Kirk Douglas (1975)
- A doppia esposizione (Double Exposure), regia di William Byron Hillman (1982)
- Qualcosa di sinistro sta per accadere (Something Wicked This Way Comes), regia di Jack Clayton (1983)
- F/X 2 - Replay di un omicidio (F/X2), regia di Richard Franklin (1991)

### Televisione
- The Adventures of Ozzie and Harriet – serie TV, 38 episodi (1956-1964)
- La pattuglia della strada (Highway Patrol) – serie TV, episodio 2x24 (1957)
- Target – serie TV, episodio 1x08 (1958)
- The Donna Reed Show – serie TV, episodi 4x20-5x12-5x15 (1962)
- Shannon – serie TV, episodio 1x22 (1962)
- Have Gun - Will Travel – serie TV, episodio 6x12 (1962)
- Cheyenne – serie TV, episodio 7x13 (1962)
- Hazel – serie TV, episodio 3x09 (1963)
- Perry Mason – serie TV, episodi 7x24-9x30 (1964-1966)
- Gunsmoke – serie TV, 5 episodi (1964-1973)
- Mr. Roberts – serie TV, episodio 1x12 (1965)
- The Monroes – serie TV, episodio 1x03 (1966)
- Combat! – serie TV, episodio 5x13 (1966)
- Insight – serie TV, 1 episodio (1967)
- Cimarron Strip – serie TV, episodio 1x15 (1968)
- Lancer – serie TV, 51 episodi (1968-1970)
- Premiere – serie TV, 1 episodio (1968)
- Uomini di legge (Storefront Lawyers) – serie TV, episodio 1x03 (1970)
- L'uomo di carta (Paper Man), regia di Walter Grauman – film TV (1971)
- Love, American Style – serie TV, episodio 3x21 (1972)
- Heat of Anger, regia di Don Taylor – film TV (1972)
- Medical Center – serie TV, episodio 4x02 (1972)
- Le strade di San Francisco (The Streets of San Francisco) – serie TV, episodio 1x04 (1972)
- Marcus Welby – serie TV, episodio 4x11 (1972)
- Difesa a oltranza (Owen Marshall, Counselor at Law) – serie TV, episodio 2x12 (1972)
- Ordeal, regia di Lee H. Katzin – film TV (1973)
- Just a Little Inconvenience, regia di Theodore J. Flicker – film TV (1977)
- My Kidnapper, My Love, regia di Sam Wanamaker – film TV (1980)
- Hotel – serie TV, episodio 3x06 (1985)
- New York New York (Cagney & Lacey) – serie TV, episodio 5x15 (1986)
- Autostop per il cielo (Highway to Heaven) – serie TV, episodio 3x20 (1987)
- Oltre la legge - L'informatore (Wiseguy) – serie TV, 5 episodi (1990)
- Note d'amore (Matters of the Heart), regia di Michael Ray Rhodes – film TV (1990)
- The New WKRP in Cincinnati – serie TV, episodio 2x05 (1992)

## Riconoscimenti
- Premi Emmy
  - 1978 – Candidatura al miglior attore in uno speciale TV commedia o drammatico per Just a Little Inconvenience
  - 1986 – Candidatura al miglior guest actor in una serie drammatica per l'episodio Un caso di cuore di New York New York

## Nei media
Nel 2019, Stacy è stato interpretato da Timothy Olyphant nel film di Quentin Tarantino C'era una volta a... Hollywood, di cui in una sequenza è ambientata durante le riprese dell'episodio pilota di Lancer.